# Ziekenhuis Groep Twente
Ziekenhuisgroep Twente (ZGT) exploiteert twee algemene ziekenhuizen in Twente, 
ZGT Almelo en ZGT Hengelo. De groep is in 1998 ontstaan uit een fusie tussen het  Twenteborg Ziekenhuis in Almelo en Streekziekenhuis Midden-Twente in Hengelo. Het verzorgingsgebied beslaat circa 300.000 inwoners. 
ZGT vervult een streekfunctie en werken samen met huisartsen, thuiszorgorganisaties en verpleeghuizen. Per 2015 heeft ZGT In totaal 755 bedden en deeltijdplaatsen beschikbaar voor 24-uurs klinische zorg en dag/deeltijdbehandeling. Officieel is er een erkenning voor 1085 bedden. De organisatie heeft 3005 medewerkers in loondienst, 93 arts-assistenten en een overeenkomst met de Coöperatie Medisch Specialisten ZGT u.a. voor de levering van medisch-specialistische zorg door 230 medisch specialisten.
ZGT levert op de twee locaties medisch-specialistische behandeling en diagnostiek. Vrijwel alle medische specialismen zijn vertegenwoordigd. De Ziekenhuisgroep heeft een aandeel in de opleiding van negen specialismen.

## Geriatrie
In het Centrum voor Geriatrische Traumatologie van ZGT Almelo worden sinds 2008 oudere patiënten standaard behandeld door een team waarin zowel chirurgen als geriaters zijn opgenomen. Doel is meer rekening te houden met de specifieke zorgvragen, diagnostiek en behandelbehoeftes van deze groep. Het centrum is speciaal toegerust om een veilig verblijf in het ziekenhuis mogelijk te maken. Zo kan een snellere mobilisatie en revalidatie zonder onnodige complicaties worden bereikt.